# Priophorus morio
Priophorus morio – gatunek błonkówki z rodziny pilarzowatych.

## Budowa ciała
Gąsienice osiągają ok. 12 mm długości. Ubarwienie ciała białawe, przeźroczyste, z czarnym grzbietem i licznymi białawymi włoskami wyrastającymi z jasnych brodawek. Głowa czarna, połyskująca.
Imago osiągają 5 - 7 mm. Ubarwienie ciała czarne z jaśniejszymi nogami. 

## Biologia i ekologia
Gatunek związany z głównie z gatunkami z rodzaju jeżyna, lecz spotykany również na  jarzębie pospolitym. 
Rocznie występują dwa lub więcej pokoleń. Larwy żerują począwszy od końca maja bądź początku czerwca na rozwiniętych liśicach.

## Znaczenie dla człowieka
Uznawany za szkodnika, choć nie przyczynia się do większych szkód.